# Please Please Me
Please Please Me é o álbum de estreia da banda britânica de rock The Beatles. Produzido por George Martin, foi lançado no Reino Unido pelo selo Parlophone da gravadora EMI em 22 de março de 1963. O álbum apresenta 14 faixas e contém uma mistura de covers e composições autorais escritas pela parceria de John Lennon e Paul McCartney.
Os Beatles assinaram com a EMI em maio de 1962 e foram designados para o selo Parlophone dirigido por Martin. Eles lançaram seu single de estreia "Love Me Do" em outubro, o que surpreendeu o produtor ao alcançar a 17ª posição no que se tornaria a parada oficial de singles do Reino Unido. Impressionado com a banda, George Martin sugeriu que gravassem um álbum ao vivo e ajudou a preparar seu próximo single, "Please Please Me", que liderou várias paradas não oficiais. Descobrindo que o Cavern Club, sede da banda em sua cidade natal, Liverpool, era inadequado para gravação, Martin mudou o plano para um simples álbum de estúdio. Além do material já presente em seus singles, os Beatles gravaram Please Please Me em um dia no EMI Studios em 11 de fevereiro de 1963, com Martin adicionando overdubs às canções "Misery" e "Baby It's You" nove dias depois.
O álbum foi bem recebido na Grã-Bretanha, onde permaneceu no Top 10 por mais de um ano, um recorde para um álbum de estreia que durou meio século. A presença de várias canções escritas pela parceria Lennon–McCartney (creditados como "McCartney–Lennon" na época) foi incomum e marcou o surgimento de uma "banda de rock independente". Por outro lado, o álbum não foi lançado nos Estados Unidos, onde a banda vendeu insuficientemente durante a maior parte de 1963; após o surgimento da Beatlemania nos Estados Unidos, a Vee-Jay Records lançou um leve abreviação do álbum no início de 1964, intitulado Introducing... The Beatles, enquanto o selo norte-americano da EMI, Capitol Records, dividiu o material de Please Please Me em vários álbuns. No Brasil, as canções do disco foram espalhadas em lançamentos da Odeon Records, que detinha os direitos do material da banda no país na época. Outros países também receberam diferentes versões do álbum, o que continuou até 1987, quando todo o catálogo dos Beatles foi trazido para o Compact Disc (CD) e padronizado internacionalmente para a discografia britânica. 
Please Please Me continua aclamado pela crítica; foi eleito em 39º lugar na lista da revista Rolling Stone dos "500 Maiores Álbuns de Todos os Tempos" em 2012, e ao número 622 na terceira edição do livro All Time Top 1000 Albums de Colin Larkin, em 2000.

## Contexto
Os Beatles se originaram na cena skiffle de Liverpool no final dos anos 1950, e em 1961 solidificaram sua formação com John Lennon na guitarra base, Paul McCartney no baixo, George Harrison na guitarra solo e Pete Best na bateria. A banda tocava principalmente covers, embora Lennon e McCartney tivessem uma parceria de composição que também colaborou com material. Eles retornaram a Liverpool no final de 1961, após uma passagem por Hamburgo, apoiando o cantor inglês Tony Sheridan e lançando seu primeiro single, "My Bonnie", no qual foram creditados como "The Beat Brothers". Pouco depois de seu retorno, eles foram abordados por Brian Epstein, gerente de uma loja de música que reconheceu a popularidade local do grupo e se tornou o seu novo empresário. Depois de uma audição fracassada na Decca Records no início de 1962, Epstein finalmente conseguiu assinar com o grupo a EMI naquele mês de maio.
A EMI ofereceu aos Beatles um contrato de gravação com seu selo Parlophone, dirigido por George Martin. Embora o produtor tenha se sentido atraído pela personalidade e pelo carisma dos Beatles, ele inicialmente não estava convencido de que eles pudessem escrever canções de sucesso. A primeira sessão, no dia 6 de junho, com Pete na bateria, não resultou em nenhuma gravação adequada para lançamento. Martin reagiu negativamente à presença de Best e insistiu no uso de um baterista em seu lugar; embora esse fosse o procedimento padrão na época, a banda aproveitou isso como uma deixa para abandonar Best em favor do baterista da banda Rory Storm and the Hurricanes, Ringo Starr. Sua segunda sessão, em 4 de setembro e agora com Ringo na bateria, produziu "Love Me Do", que se tornou seu primeiro single várias semanas depois, e uma versão inicial de "Please Please Me". No dia 11 de setembro, a banda regravou "Love Me Do" com o baterista Andy White e gravou "P.S. I Love You", que se tornou o lado B de "Love Me Do". Eles também gravaram uma versão acelerada de "Please Please Me", que Martin acreditava ter potencial, mas exigia mais trabalho.
George Martin duvidou do apelo comercial de "Love Me Do" e ficou surpreso quando essa alcançou a 17ª posição nas paradas britânicas em novembro.  Agora convencido de que os Beatles poderiam escrever sucessos, Martin conheceu os Beatles em 16 de novembro e fez duas sugestões para seus próximos trabalhos. Primeiro, ele sugeriu que regravassem "Please Please Me" e a lançassem como o segundo single da banda. Em seguida, ele propôs que gravassem um álbum completo – uma recomendação que o historiador dos Beatles, Mark Lewisohn, considerou "genuinamente incompreensível" porque os Beatles eram muito novos no cenário musical e porque o mercado de álbuns era dominado por consumidores adultos, não por adolescentes. Em 26 de novembro, os Beatles realizaram outra sessão de "Please Please Me" (acompanhada de "Ask Me Why"), após a qual o produtor previu que eles haviam acabado de lançar seu primeiro disco número um.
Como os Beatles tinham uma vasta experiência de palco e um grande número de fãs locais em Liverpool, Martin propôs que a banda pudesse gravar um álbum ao vivo, principalmente de canções de Lennon–McCartney em seu espaço residente, o Cavern Club, em dezembro. Martin planejou assistir ao show dos Beatles no Cavern em 18 de novembro para avaliar sua adequação para gravação, embora tenha adiado a visita para 12 de dezembro. Após sua visita ao Cavern, Martin decidiu que a acústica seria inadequada e decidiu gravar um álbum de estúdio tradicional em fevereiro de 1963; como os Beatles já haviam gravado quatro canções para lançamento, gravariam mais dez para completar o álbum. Nesse ínterim, Martin também solicitou a opinião dos Beatles para o nome do álbum; Paul sugeriu Off the Beatle Track.
O single "Please Please Me" foi lançado em 11 de janeiro de 1963 e alcançou o primeiro lugar nas paradas da NME, Melody Maker e Disc. No início de fevereiro, o grupo realizou sua primeira turnê nacional e planejava gravar seu álbum durante uma pausa na turnê, no dia 11 de fevereiro.

## Gravação

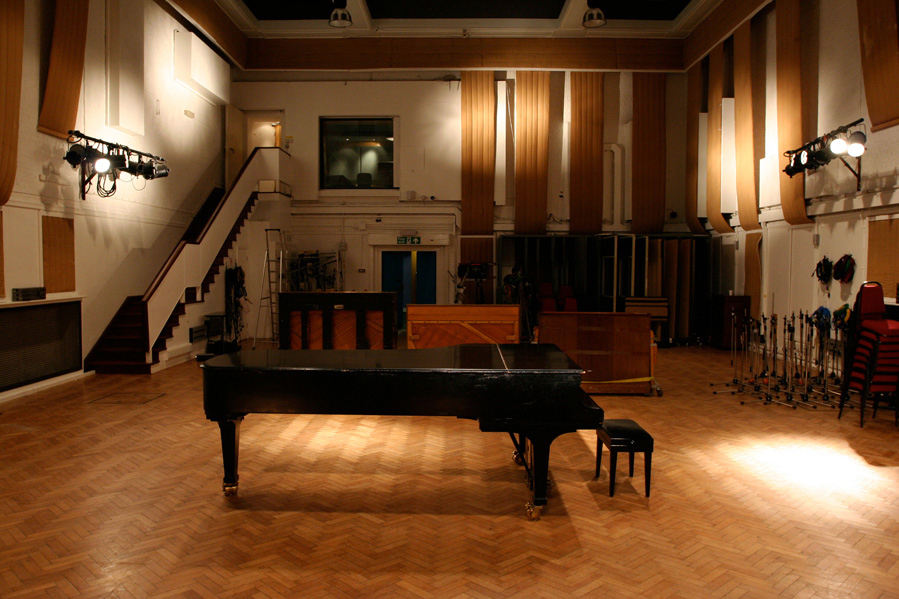
Estúdio 2 no EMI Studios, onde os Beatles gravaram todo o álbum Please Please Me.

De acordo com George Martin, "perguntei a eles o que eles tinham que pudéssemos gravar rapidamente, e a resposta foi seus números em palco"; "Foi uma apresentação direta de seu repertório de palco – uma transmissão, mais ou menos". Inicialmente, apenas uma sessão matutina e vespertina foram reservadas; a sessão noturna foi adicionada mais tarde. Mark Lewisohn escreveu mais tarde: "Dificilmente pode ter havido 585 minutos mais produtivos na história da música gravada". Martin supervisionou cada sessão no dia, com Norman Smith como primeiro engenheiro e Richard Langham como segundo engenheiro.

Nós não ensaiamos nosso primeiro álbum. Na minha cabeça, foi feito "ao vivo". Fizemos as canções primeiro, para que pudessem ter algum tipo de som em cada uma; então tivemos que apenas correr, executá-las.

—Ringo Starr
A gravação do álbum ocorreu em uma segunda-feira, 11 de fevereiro de 1963. Os Beatles chegaram com John Lennon sofrendo de um forte resfriado, que ele tentou tratar com um suprimento constante de pastilhas para a garganta. Eles começaram sua sessão matinal às 10 da manhã com "There's a Place" e "Seventeen" (o título provisório do que se tornou "I Saw Her Standing There"). A banda ensaiou durante o intervalo para o almoço e então prosseguiu com sua sessão da tarde. Naquela sessão, Paul McCartney gravou um vocal dobrado para "A Taste of Honey", George Harrison executou o vocal principal em "Do You Want to Know a Secret", e John e Paul dividiram o vocal líder em "Misery". Durante a sessão da noite, a banda gravou covers de "Anna (Go to Him)", "Boys" (vocal solo de Ringo Starr), "Chains" e "Baby It's You". A canção "Hold Me Tight" também foi gravada durante a sessão noturna, mas provou ser "excedente aos requisitos" e não foi incluída no álbum.
Às 22h, com o estúdio prestes a fechar, o dia terminou com uma cover de "Twist and Shout". A canção foi escolhida após uma discussão no refeitório do estúdio, na qual várias canções foram sugeridas antes de "Twist and Shout" ser escolhida. A performance, capturada na primeira tomada, levou o produtor a dizer: "Não sei como eles fazem isso. Estamos gravando o dia todo, mas quanto mais tempo continuamos, melhores eles ficam." John comentou mais tarde: "A última canção quase me matou. Minha voz não foi a mesma por muito tempo depois; toda vez que eu engolia, era como uma lixa."
No final da sessão noturna às 22h30, os Beatles compareceram a uma reprodução completa da fita na sala de controle do estúdio. Lennon refletiu: "Esperar para ouvir o LP tocado foi uma das nossas experiências mais preocupantes. Acontece que ficamos muito felizes com o resultado. Os Beatles não estavam presentes durante uma sessão de overdub em 20 de fevereiro, durante a qual George Martin gravou overdubs de piano em "Misery" e celesta em "Baby It's You". O dia da gravação custou aproximadamente 400 libras esterlinas.
Antes de decidir sobre o título Please Please Me, Martin considerou chamar o álbum de Off the Beatle Track, um título que ele usaria mais tarde para seu próprio álbum orquestral(em inglês) de canções dos Beatles. O álbum foi gravado em uma máquina de fita BTR(em inglês) de duas trilhas com a maioria dos instrumentos em uma trilha e os vocais na outra, permitindo que Martin equilibrasse melhor os dois na mixagem monofônica final. Uma mixagem estereofônica também foi feita com uma trilha no canal esquerdo e a outra no direito, bem como uma camada adicional de reverberação para misturar melhor as duas trilhas.
Duas faixas, "Love Me Do" e "P.S. I Love You", foram mixadas apenas em mono para o lançamento do single e nenhuma versão estéreo foi feita, então, para a versão estéreo do álbum, durante as sessões de mixagem em 25 de fevereiro de 1963, Martin criou versões em "falso estéreo" (mock stereo(em inglês)) enfatizando frequências baixas de um lado e frequências altas do outro. Essas versões continuariam a ser disponibilizadas por meio de coletâneas, como 1962–1966, até que o catálogo dos Beatles foi padronizado e lançado em Compact Disc (CD) em 1987, começando com os quatro primeiros álbuns do Reino Unido sendo lançados em suas versões monofônicas. Quando todo o catálogo foi remasterizado para lançamento em 2009(em inglês), as mixagens em mono foram escolhidas para inclusão nas reedições em estéreo e aparecem em todos os lançamentos desde então, incluindo compilações e variações mais recentes.

## Arte da capa
George Martin era um membro honorário da Sociedade Zoológica de Londres, dona do Zoológico de Londres, e ele pensou que seria uma boa publicidade para o zoológico ter a banda posando do lado de fora da casa dos insetos para a capa do álbum. No entanto, a sociedade recusou o pedido de Martin e, em vez disso, o fotógrafo Angus McBean foi convidado a tirar a distinta fotografia colorida do grupo olhando para baixo sobre a escadaria da sede da gravadora EMI em Londres, na Manchester Square. Martin escreveria mais tarde: "Telefonamos para o lendário fotógrafo de teatro Angus McBean e, bingo, ele apareceu e fez isso ali mesmo. Foi feito com uma pressa poderosa, como a música. Depois disso, porém, a própria criatividade dos Beatles veio à tona." Em 1969, os Beatles pediram a McBean para recriar esta foto. Embora a fotografia de 1969 fosse originalmente destinada ao então planejado álbum Get Back, ela não foi usada quando esse projeto foi lançado em 1970 como Let It Be. Em vez disso, a foto de 1969, junto com uma fotografia não utilizada da sessão de fotos de 1963, foi apresentada em 1973 nas duas compilações da banda, 1962–1966 e 1967–1970. Outra versão não utilizada da sessão de 1963 foi usada para o EP The Beatles (No. 1)(em inglês), lançado em novembro daquele ano.
O assessor de imprensa dos Beatles, Tony Barrow, escreveu extensas notas de encarte, que incluíam uma breve menção à banda rival do início da década de 1960, os Shadows.

## Lançamento
Este álbum era uma das principais ambições em nossas vidas. Nós sentimos que seria uma vitrine para o grupo, e era tremendamente importante para nós que soasse bem preciso. Como aconteceu, nós ficamos satisfeitos. Se não, com dor de garganta ou não, nós teríamos feito tudo de novo. Esse era o clima em que estávamos. Era isso ou nada para nós.

— Paul McCartney
A Parlophone lançou Please Please Me no Reino Unido em 22 de março de 1963. Como era típico para a época, o LP foi inicialmente lançado apenas no formato monofônico, com um lançamento estereofônico em 26 de abril. O álbum atingiu o topo das paradas de álbuns do Reino Unido em maio de 1963 e permaneceu lá por 30 semanas antes de ser substituído por With the Beatles. Esta foi uma conquista inédita para um álbum de música pop naquela época. Além do Reino Unido, Please Please Me foi lançado, sem ou com uma leve alteração, na Índia, na Europa continental, na Austrália e na Nova Zelândia. 
Na edição de 30 de março de 1963 do jornal Record Mirror, o crítico musical Norman Jopling analisou o álbum em profundidade, fornecendo análises faixa por faixa para as dez canções que não haviam sido lançadas anteriormente. Ele conclui que, para uma estreia, o LP é "surpreendentemente bom e de acordo com o padrão", e continha muitas faixas que poderiam ter sido lançadas como singles, como "I Saw Her Standing There" e "Misery". Jopling destacou ainda mais a apresentação do LP, escrevendo que a foto da capa e as notas da contracapa forneciam um valor extra. O autor Jonathan Gould sugere, em retrospecto, que a apresentação gráfica do álbum contribuiu muito para seu sucesso, prometendo aos fãs "capas brilhantes" e uma melhor companhia para a música do que as embalagens de papel comuns oferecidas pelos compactos.

### Lançamento nos Estados Unidos
A subsidiária norte-americana da gravadora EMI, Capitol Records, recebeu a oportunidade de lançar o material dos Beatles desde o lançamento de "Love Me Do" em 1962, mas se recusou. A Vee-Jay Records, uma gravadora menor não afiliada à EMI, tomou a iniciativa de trazer os Beatles para os Estados Unidos, lançando o single "Please Please Me" em 25 de fevereiro de 1963. Apesar do sucesso na Grã-Bretanha, "Please Please Me" não conseguiu entrar nas paradas estadunidenses, e o lançamento de "From Me to You" em maio foi igualmente tênue, levando a Vee-Jay a perder o interesse na banda.
Originalmente planejando lançar o álbum Please Please Me inalterado em julho, a gravadora acabou cortando "Please Please Me" e "Ask Me Why" para se adequar ao tamanho padrão de um LP norte-americano e lançando-o como Introducing... The Beatles em janeiro de 1964. A Capitol permaneceu pouco impressionada com o grupo até o rápido sucesso de "I Want to Hold Your Hand" no Natal de 1963. Estimulada pela Beatlemania resultante e ciente de sua rejeição anterior aos Beatles, a Capitol lançou uma versão modificada do segundo álbum do grupo, With the Beatles, como Meet the Beatles!, logo após a Vee-Jay ter lançado Introducing... The Beatles. Meet the Beatles! contém "I Saw Her Standing There", que a Capitol lançou como o lado B do compacto norte-americano de "I Want to Hold Your Hand". Finalmente adquirindo os direitos das primeiras gravações dos Beatles da Vee-Jay no final de 1964, a Capitol lançou a maioria das outras faixas de Please Please Me em The Early Beatles(em inglês) em março de 1965, embora "Misery" e "There's a Place" tenham permanecido inéditas pela Capitol até a versão norte-americana da coletânea Rarities(em inglês), lançada em 1980.

### Lançamento no Brasil
No Brasil, as faixas de Please Please Me foram espalhadas em diversos lançamentos da Odeon Records, na época, a detentora dos direitos de publicação do material da banda no país. Em dezembro de 1963, foi lançado um compacto com as faixas "Please Please Me" e "From Me To You". A canção "I Saw Her Standing There" fechava o primeiro LP nacional da banda, Beatlemania, lançado em março de 1964. As faixas "Twist and Shout", "A Taste of Honey", "Do You Want to Know a Secret" e "There's Place" foram lançadas em um EP, distribuído em julho de 1964. "Love Me Do" foi publicada em EP em setembro do mesmo ano. Com exceção da inédita "Boys", algumas das faixas lançadas em EP apareceram no segundo LP brasileiro da banda, The Beatles Again. Ao total, apenas 10 das 14 faixas do disco original inglês foram publicadas nestes lançamentos, incluindo as adições tardias de "Ask Me Why" e "P.S. I Love You" na versão brasileira de Help!.
Um lançamento oficial de Please Please Me no Brasil não aconteceu até 1974, quando toda a discografia do grupo foi adaptada para o padrão inglês e os típicos LPs brasileiros da banda começaram a ser descontinuados (com exceção de Os Reis do Ié, Ié, Ié!, que continuou sendo produzido, embora com a capa padrão da edição inglesa e com o título de A Hard Day's Night no selo e na capa frontal, até a última série de lançamentos em vinil da banda no Brasil em 1988).

### Lançamentos emCompact Disc
O álbum foi lançado no formato Compact Disc (CD) em 26 de fevereiro de 1987, em sua versão monofônica, assim como seus três álbuns subsequentes, With the Beatles, A Hard Day's Night e Beatles for Sale. Não foi lançado em disco de vinil ou fita cassete nos EUA até cinco meses depois, quando foi distribuído pela primeira vez lá em LP e cassete em 21 de julho de 1987.
Please Please Me foi remasterizado e relançado em CD no formato estereofônico, junto com todos os outros álbuns de estúdio originais da discografia inglesa da banda, em 9 de setembro de 2009. As remasterizações de 2009 substituíram as remasterizações de 1987. Um CD mono remasterizado também estava disponível como parte do box set The Beatles in Mono.

## Avaliações retrospectivas
| Críticas profissionais        | Críticas profissionais |
| Avaliações da crítica         | Avaliações da crítica  |
| Fonte                         | Avaliação              |
| ----------------------------- | ---------------------- |
| AllMusic                      | [ 46 ]                 |
| The A.V. Club                 | A                      |
| Consequence of Sound          | A−                     |
| The Daily Telegraph           | [ 49 ]                 |
| Encyclopedia of Popular Music | [ 50 ]                 |
| MusicHound                    | [ 51 ]                 |
| Paste                         | 92/100                 |
| Pitchfork                     | 9.5/10                 |
| The Rolling Stone Album Guide | [ 54 ]                 |
| Sputnikmusic                  | 4/5                    |

Em uma crítica de 1987, o crítico Steve Pond da revista Rolling Stone recomendou Please Please Me "pela alegria irrestrita dos Beatles em fazer música". O editor sênior do AllMusic, Stephen Thomas Erlewine, resumiu: "Décadas após seu lançamento, o álbum ainda soa fresco", servindo como um encapsulamento eficaz das primeiras influências da banda, achando ainda mais as faixas covers "impressionantes" e as canções originais "espantosas".
A Rolling Stone citou as composições originais de Lennon–McCartney como evidência inicial da "(invenção) dos Beatles da ideia da banda de rock independente, escrevendo seus próprios sucessos e tocando seus próprios instrumentos".
Escrevendo para a BBC Music em 2010, Mike Diver afirmou que, embora não seja considerado seu lançamento mais aclamado pela crítica, Please Please Me se destaca como um "momento vital" na história da banda, pois "colocou em movimento as rodas que os levariam ao auge do reconhecimento público e, posteriormente, aos reinos da experimentação sonora que criariam um modelo para tanto rock e música pop desde então". Diver argumentou ainda que o longo reinado do álbum no topo das paradas do Reino Unido forneceu uma refutação à posição da gravadora Decca de que os grupos com guitarra estavam "em vias de extinção". Os escritores da Rolling Stone concordaram no The Rolling Stone Album Guide, escrevendo que Please Please Me agiu como um modelo para "tudo o que os Beatles fariam".
Em Ultimate Classic Rock, o crítico Michael Gallucci elogiou Please Please Me como um álbum de estreia coeso que estabeleceu um modelo bruto nos métodos de trabalho dos Beatles nos anos seguintes, apesar de descobrir que algumas faixas não funcionaram tão bem quanto outras, concluindo: "Please Please Me provou que a música que todos estavam ignorando era uniformemente ótima." Visualizando o álbum em 2016, Hamish MacBain da NME o considerou imperfeito, mas elogiou o conjunto por criar um disco de excelentes covers e originais que exibiam "lampejos de brilhantismo". MacBain reconheceu que a banda faria discos melhores, mas concluiu que "a natureza instantânea resultante" de seu lançamento de estreia "é exatamente o que o torna tão ótimo".

### Classificações
Please Please Me fez aparições em diversas listas. Em 2012, foi eleito o 39º na lista da Rolling Stone dos 500 Maiores Álbuns de Todos os Tempos. Foi classificado em primeiro lugar entre os primeiros álbuns dos Beatles e em sexto lugar entre todos os álbuns dos Beatles, com Sgt. Pepper's Lonely Hearts Club Band, Revolver, Rubber Soul, The Beatles (também conhecido como "Álbum Branco") e Abbey Road classificados mais acima. O escritor inglês Colin Larkin listou Please Please Me no número 622 na terceira edição de seu livro de 2000, All Time Top 1000 Albums. A Rolling Stone também colocou duas canções do álbum em sua edição de 2004 das "500 Maiores Músicas de Todos os Tempos": "I Saw Her Standing There" no número 140 e "Please Please Me" no número 186.
Várias publicações, incluindo a NME, nomearam Please Please Me um dos melhores álbuns de estreia de todos os tempos, com a Rolling Stone e a Uncut classificando-o em 17º lugar. Em 2015, a Ultimate Classic Rock classificou-o como o oitavo melhor álbum dos Beatles e o incluiu em sua lista dos 100 melhores álbuns de rock da década de 1960.

### Quinquagésimo aniversário
Em 2013, o quinquagésimo aniversário do álbum foi comemorado por artistas modernos regravando o álbum em apenas um dia, como os Beatles o gravaram cinquenta anos antes. A banda Stereophonics gravou uma cover da faixa de abertura do álbum, "I Saw Her Standing There". Esta e as outras gravações foram transmitidas pela BBC Radio 2, e um documentário sobre a regravação do álbum foi transmitido pela BBC Television.

## Lista de faixas
Todas as faixas escritas por McCartney–Lennon, exceto onde indicado. Duração das faixas por Jean-Michel Guesdon e Philippe Margotin e solistas por Ian MacDonald.
| Lado um        |                                       |                    |         |  |
| N.º            | Título                                | Solista(s)         | Duração |  |
| 1.             | "I Saw Her Standing There"            | McCartney          | 2:52    |  |
| 2.             | "Misery"                              | Lennon e McCartney | 1:47    |  |
| 3.             | "Anna (Go To Him)" (Arthur Alexander) | Lennon             | 2:54    |  |
| 4.             | "Chains" (Gerry Goffin, Carole King)  | Harrison           | 2:23    |  |
| 5.             | "Boys" (Luther Dixon, Wes Farrell)    | Starr              | 2:24    |  |
| 6.             | "Ask Me Why"                          | Lennon             | 2:24    |  |
| 7.             | "Please Please Me"                    | Lennon e McCartney | 2:00    |  |
| Duração total: | Duração total:                        | Duração total:     | 16:44   |  |

| Lado dois      |                                                               |                    |         |  |
| N.º            | Título                                                        | Solista(s)         | Duração |  |
| 1.             | "Love Me Do"                                                  | McCartney e Lennon | 2:19    |  |
| 2.             | "P.S. I Love You"                                             | McCartney          | 2:02    |  |
| 3.             | "Baby It's You" (Mack David, Barney Williams, Burt Bacharach) | Lennon             | 2:35    |  |
| 4.             | "Do You Want to Know a Secret"                                | Harrison           | 1:56    |  |
| 5.             | "A Taste of Honey" (Bobby Scott, Ric Marlow)                  | McCartney          | 2:01    |  |
| 6.             | "There's a Place"                                             | Lennon e McCartney | 1:49    |  |
| 7.             | "Twist And Shout" (Phil Medley, Bert Russell)                 | Lennon             | 2:33    |  |
| Duração total: | Duração total:                                                | Duração total:     | 15:15   |  |

## Ficha técnica
De acordo com Ian MacDonald e Mark Lewisohn:
The Beatles
- John Lennon – vocais principais, vocais de apoio e harmonias vocais; guitarras acústica e rítmica; harmônica ("Chains", "Please Please Me", "Love Me Do", "There's a Place"), palmas ("I Saw Her Standing There")
- Paul McCartney – vocais principais, vocais de apoio e harmonias vocais; baixo elétrico; palmas ("I Saw Her Standing There")
- George Harrison – vocais de apoio e harmonias vocais; guitarras acústica e solo; vocais principais ("Chains" e "Do You Want to Know a Secret"); palmas ("I Saw Her Standing There")
- Ringo Starr – bateria; pandeireta ("Love Me Do"); maracas ("P.S. I Love You"); vassourinhas ("A Taste of Honey"); palmas ("I Saw Her Standing There"); vocais principais ("Boys")

Produção e músicos adicionais
- Stuart Eltham – engenheiro de balanceamento (20 de fevereiro de 1963)
- George Martin – produtor, mixer; piano ("Misery"), celesta ("Baby It's You")
- Norman Smith – engenheiro de balanceamento, mixer
- Andy White – bateria ("Love Me Do" e "P.S. I Love You")